# علاقات الإنتاج

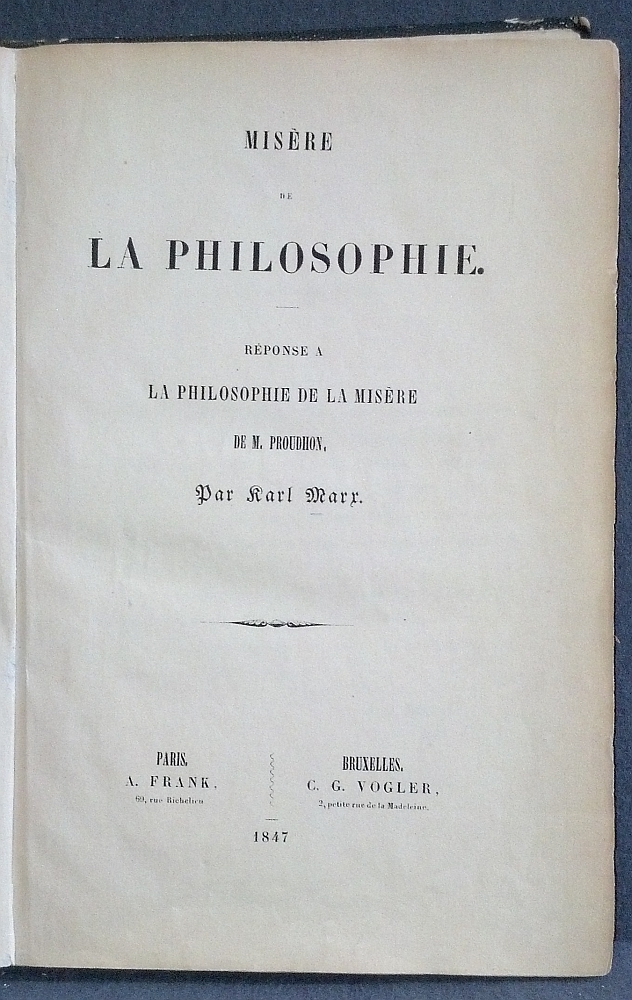
فقر الفلسفة. الرد على فلسفة السيد برودون حول الفقر (تيتلبلات)

علاقات الإنتاج (بالألمانية: Produktionsverhältnisse) هو مفهوم كثيرا ما يستخدمه كارل ماركس وفريدريك إنجلز في نظرية المادية التاريخية وفي رأس المال.كان بؤس الفلسفة أول كتاب منشور لماركس استخدم فيه المصطلح، رغم من أن ماركس وإنجلز قد سبق وعرفا المصطلح في الألمانية أيديولوجية (الذي لم ينشر حتى عام 1932). 
بمصطلح «علاقات الإنتاج» يعني ماركس وإنجلز محصلة مجمل العلاقات الاجتماعية التي يجب على الناس أن تدخلها من أجل البقاء، إنتاج وإعادة إنتاج وسائل العيش. بما أن الناس يجب أن تدخل في هذه العلاقات الاجتماعية، أي أن المشاركة فيها ليست طوعية، مجمل هذه العلاقات بنية مستقرة نسبيا مستقرة «البنية الاقتصادية».
المصطلح «علاقات الإنتاج» غامض إلى حد ما، لسببين رئيسيين:
- الكلمة الألمانية Verhältnis يمكن أن يعني «علاقة»، «حصة» أو «نسبة». وهكذا فإن العلاقات يمكن أن تكون نوعية، كمية، أو كليهما معا. وهو معنى يمكن فهمه من السياق فقط.
- العلاقات التي يشير إليها ماركس يمكن أن تكون العلاقات الاجتماعية، العلاقات الاقتصادية أو العلاقات التكنولوجية.

عادة ما يستخدم ماركس وإنجلز المصطلح للإشارة إلى العلاقات الاجتماعية-الاقتصادية التي تميز حقبة محددة؛ على سبيل المثال: علاقة الرأسمالية الحصرية بالسلع الرأسمالية، علاقة أجر العامل المترتبة من ذلك بالرأسمالي؛ علاقة المقطع بالإقطاعة وما يترتب عنه من علاقة القن بسيده؛ علاقة مالك العبد  بعبده إلخ. تقابلها وتؤثر عليها ما أطلق عليها ماركس اسم قوى الإنتاج.